# إيفرحونن
بَلَدِيَّةُ إِفَرْحُونَن إحدى بلديات دائرةِ إفرحونَنَ الثلاث في ولاية تِيزِي وَزُّو الجزائرية. نُسبَتِ البلديةُ إلى بني فرحون لأن في قريتهم مقرها، ويسكُن غيرُهم من سكان البلدية في 22 قريةً أخرى، وقد بلغت عِدَّتٌهم جميعا 12٬460 نفسًا سنة 2008.

## قُراها
عدد قرى البلدية ثلاث وعشرون وهي: إفرحونن وفيها مقر البلدية، وأحدوش، وآث علي أُو يحيى، وآث عربي، وآث نزار، وآث المنصور، وآث حمّو، وآث إدير أُو علي، وآث ساسي، وآث يحيى أُو عَمرو، وإبلقيسن، وإخداشن، وإبربر، وإمَزْوَاغ، وبشّار، وبوعيدل، ومنيع، والعزيب (عزيب آث علي)، وسومر.

## مواضيع ذات صلة
- بلديات ولاية تيزي وزو
- دوائر ولاية تيزي وزو